# Kolda
Ne doit pas être confondu avec Kolda (région) ou Département de Kolda.
Kolda est une ville du Sénégal située en Haute-Casamance, au sud du pays, à proximité de la frontière avec la Guinée-Bissau. C'est le chef-lieu de la région et du département du même nom.

## Histoire
Kolda tire son nom de son fondateur Koly Dado. Kolda a été déclaré comme région en 1983. Koly Dado est le nom du pêcheur sur le fleuve. 
Kolda comptait trois quartiers : Doumassou, Sikilo et Sare Moussa. Le chef de quartier de Doumassou en ces temps s'appelait Gnanguiri Konaté. Kolda a été fondé par des bambara venant de Ségou, dirigés par Fodé Coulibaly.

## Géographie
La ville est située sur la route nationale 6 – communément appelée « route du Sud » – qui relie Tambacounda à Ziguinchor. Dakar, la capitale, se trouve à 670 km.
Les localités les plus proches sont notamment Gaide, Sikilo, Faraba, Faramba et Sisal.

### Physique géologique

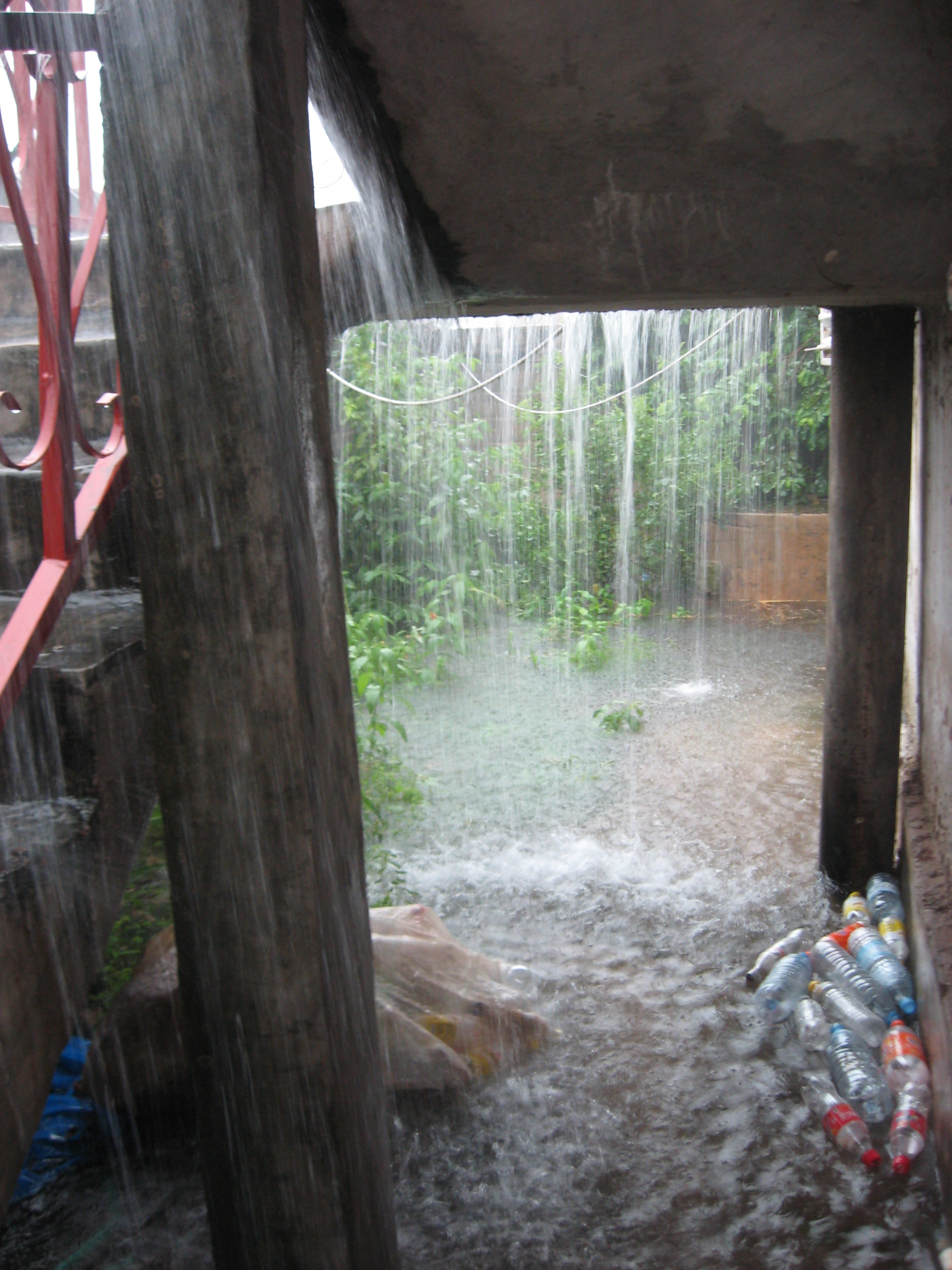
Saison des pluies à Kolda (mi-août)

La végétation et la pluviométrie sont abondantes. La saison humide dure quatre à cinq mois, de juin à octobre, et la saison sèche de novembre à mai, voire juin.
La température annuelle moyenne est de 27,7 °C avec un maximum de 34,9 °C en avril, mai et octobre, et un minimum de 20,4 °C en janvier et août.

### Population
Lors des recensements de 1988 et 2002, Kolda comptait respectivement 34 337 et 53 921 habitants. Au 31 décembre 2009, selon les estimations officielles, la ville en comptait 65 573.
Elle est en majorité constituée de Peuls.

### Économie

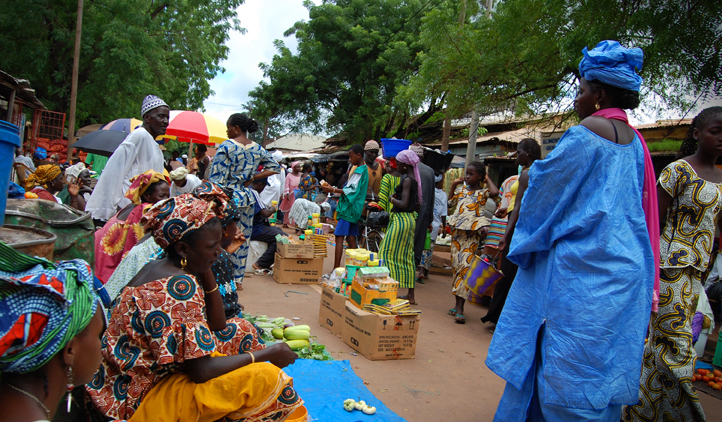
Marché au centre-ville.

Un Centre de recherches zootechniques (CRZ) a été créé à Kolda en 1972. 
Dans une région giboyeuse, le tourisme cynégétique constitue un important volet de cette activité : sur environ 3 000 touristes qui visitent la localité chaque année, 800 y viennent pour chasser.
Kolda est desservi par un aérodrome, situé à Saré Bidji, en périphérie de la ville.

## Politique et administration
Le maire depuis le 24 janvier 2022 est Mame Boye Diao.
| Période         | Période         | Identité             | Étiquette | Qualité |
| --------------- | --------------- | -------------------- | --------- | ------- |
|                 | 18 juillet 2014 | Bécaye Diop          | SEL       |         |
| 18 juillet 2014 | 24 janvier 2022 | Abdoulaye Bibi Baldé | APR       |         |
| 24 janvier 2022 | En cours        | Mame Boye Diao       | CPJE      |         |

## Personnalités nées à Kolda
- Abdoulaye Bibi Baldé, ancien maire
- Ameth Fall, général
- Bécaye Diop, homme politique, ancien ministre d'État et ministre des Forces armées
- Moussa Balde, homme politique, mathématicien, Président du conseil départemental de Kolda, ancien ministre
- Chérif Mohamed Aly Aïdara, fondateur de l'ONG Institut Mozdahir international (IMI)[11]
- Ibrahima Diallo (1952- ), enseignant de microbiologie ;
- Massamba Lô Sambou, footballeur
- Souleymane Diamanka, slammeur